# Bertold Hummel
Bertold Hummel (Hüfingen, Alemania, 27 de noviembre de 1925 - Wurzburgo, 9 de agosto de 2002) fue un compositor alemán de música clásica moderna.

## Biografía
Bertold Hummel nació el 27 de noviembre de 1925 en la localidad alemana de Hüfingen, Baden. Cursó estudios de composición con Harald Genzmer y de violonchelo con Atis Teichmanis en la Academia de Música de Friburgo entre los años 1947 y 1954.
Posteriormente, efectuó giras de conciertos como violonchelista y compositor entre 1954 y 1956, trabajando igualmente como maestro de coro en Friburgo, así como para la emisora de radiodifusión Südwestrundfunk de Baden-Baden entre 1956 y 1963. Este último año comenzó labores docentes de composición en Wurzburgo, donde dirigió además su Estudio de Música Nueva durante los siguientes veinticinco años. Después de convertirse en profesor del Colegio de Música (Studio für Neue Musik) de Wurzburgo en 1974, fue presidente del mismo desde 1979 hasta 1987 (y presidente honorario a partir de 1988), y en 1982 se convirtió en miembro de la Academia de Bellas Artes de Baviera (Bayerische Akademie der schönen Künste).
Hummel falleció el 9 de agosto de 2002 en la ciudad de Wurzburgo.

## Distinciones
En 1956 recibió una beca de la Asociación Federal de la Industria Alemana (Bundesverband der deutschen Industrie); en 1960 la municipalidad de Stuttgart le recompensó con un premio a la composición; en 1961 le fue otorgado el Premio Robert Schumann en Düsseldorf; en 1968 recibió una beca de la Ciudad Internacional de las Artes de París; en 1988, la municipalidad de Wurzburgo le otorgó una distinción cultural; finalmente, en 1996 obtuvo el Premio Friedrich Baur de la Academia de Bellas Artes de Baviera (Friedrich-Baur-Preis der Bayerischen Akademie der schönen Künste) y en 1998 fue recompensado con el galardón de Cultura de los Católicos de Alemania (Kulturpreis der Deutschen Katholiken).

## Obras principales
- Oratorio: Der Schrein der Märtyrer (El Santo Lugar de los mártires, Op. 90, 1989).
- Ópera de cámara: Des Kaisers neue Kleider (Los vestidos nuevos del Emperador, Op. 10, 1955).
- Ballet:
  - Die letzte Blume (La última flor, Op. 55a, 1975).
  - Faustszenen (Escenas de Fausto, Op. 72a, 1979).
- Sinfonías:
  - Sinfonía n.º.1, para instrumentos de cuerda (Op. 20, 1959).
  - Sinfonía n.º.2, "Reverenza" (Op. 30, 1966).
  - Sinfonía n.º.3, "Jeremías" (Op.100, 1996).
- Visionen (nach der Apokalypse des Hl. Johannes) für großes Orchester (Visiones para gran orquesta, según el Apocalipsis de San Juan Evangelista, Op. 73, 1980).
- Sinfonietta für großes Blasorchester (Sinfonietta para gran orquesta de viento, Op. 39, 1970).
- Konzerte für Soloinstrumente und Orchester (Concerto para percusión y orquesta, Op. 70, 1978).
- Misas, cantatas, motetes, lieder, música de cámara, obras para órgano, composiciones electrónicas y música para niños.